# Basilique Notre-Dame-de-l'Assomption de Lekeitio
Cette  basilique n’est pas la seule basilique Notre-Dame-de-l'Assomption.
La basilique Notre-Dame-de-l'Assomption de Lekeitio (en espagnol : Basílica de la Asunción de Nuestra Señora ou Basílica de la Asunción de Santa María) est un édifice religieux de Lekeitio, dans la communauté autonome du Pays basque, en Espagne.

## Présentation

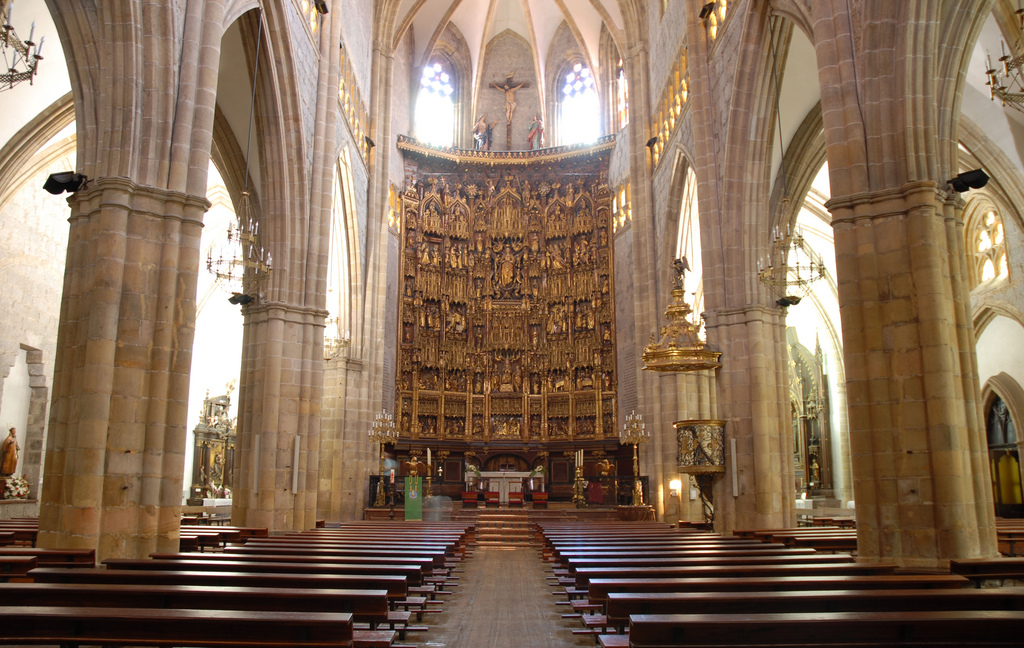
L'intérieur avec le retable majeur (1514).

La basilique a été construite dans la seconde moitié du XVe siècle dans le style gothique tardif basque, remplaçant un bâtiment plus ancien. À l'église médiévale furent ajoutés des éléments importants, comme la tour et le déambulatoire, au cours des siècles suivants. L'édifice a toujours attiré l'attention par sa magnifique construction gothique, la sculpture de sa façade occidentale et la richesse de son mobilier, dont se distingue le grandiose retable majeur de style gothique. Son emplacement, marquant une extrémité de la zone urbaine, constitue une autre valeur notable de la basilique. L'importance qu'il acquiert dans le paysage de la ville lui est conférée par sa taille et sa situation au centre de l'arc qui décrit la baie, comme un immense navire ancré au bord même du golfe de Gascogne. 

## Classement
La basilique fait l’objet d’un classement en Espagne au titre de bien d'intérêt culturel depuis le 3 juin 1931.